# Praia da Espuma
A Praia das Espumas pertence à cidade de Araruama, no atual estado do Rio de Janeiro, Brasil; Esta Praia é bastante conhecida pela grande concentração e alto teor de salinidade, sendo também cercada por diversas rochas, mesmo assim é própria para o banho. A praia é banhada pela Lagoa de Araruama.